# Dan Ketchum
Daniel Ketchum (Cincinnati, 7 ottobre 1981) è un ex nuotatore statunitense.

## Palmarès
- Olimpiadi

Atene 2004: oro nella 4x200m sl.
- Mondiali in vasca corta

Indianapolis 2004: oro nella 4x200m sl.
- Giochi Panamericani

Santo Domingo 2003: oro nella 4x200m sl e argento nei 200m sl.